# Porcellium productum
Porcellium productum är en kräftdjursart som beskrevs av Zdenek Frankenberger 1960. Porcellium productum ingår i släktet Porcellium och familjen Trachelipodidae. Inga underarter finns listade i Catalogue of Life.